# Jörg Heidermann
Jörg Heidermann ist ein deutscher Meteorologe und Wettermoderator.

## Leben
Heidermann begann seine journalistische Laufbahn mit einem Volontariat beim Radiosender Westmünsterland-Welle, welches er dort von 1999 bis 2001 absolvierte. Nach dem Abschluss dieses wurde er 2001 Nachrichtenredakteur beim Berliner Rundfunk 91.4, von 2002 bis 2005 war er als Ressortleiter Nachrichten bei 104.6 RTL tätig. 2005 wechselte Heidermann zum Rundfunk Berlin-Brandenburg, wo er bis 2011 als Nachrichtenredakteur in den Redaktionen Fritz,  Radio Berlin 88,8 und ARD Text – dem Teletext-Angebot der ARD – tätig war.
2007 nahm Heidermann nebenberuflich ein Studium der Meteorologie an der Freien Universität Berlin auf, welches er 2011 mit dem Bachelor of Science abschloss. Im Dezember 2011 wechselte er zum Mitteldeutschen Rundfunk, wo er seitdem als Medienmeteorologe für die Wetterredaktion tätig ist. Im Rahmen dieser Tätigkeiten übernimmt er im Wechsel mit Michaela Koschak und Thomas Globig (bis 2022) bzw. Florian Rost (seit 2022) die Moderation des Wetters unter anderem für die Ausgaben von MDR aktuell und Wetter für 3. Von Oktober 2019 bis November 2021 war er als Medienmeteorologe zudem erneut für den Rundfunk Berlin Brandenburg tätig und übernahm Wetterpräsentation für die Magazinsendung zibb – Zuhause in Berlin & Brandenburg.